# Bomba nietoperzowa

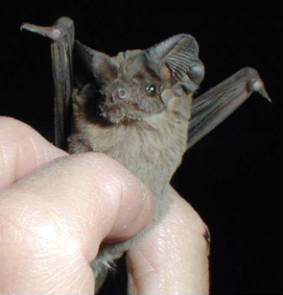
Molosek brazylijski

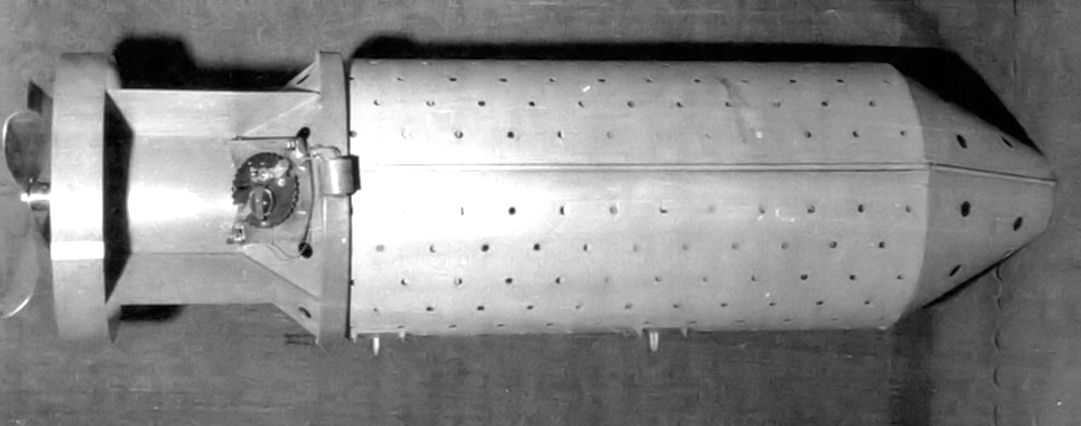
Zasobnik w kształcie bomby lotniczej, podzielony na pewną liczbę „przedziałów”. W każdym z nich znajdował się molosek brazylijski z doczepioną niewielką bombą zapalającą z detonatorem czasowym

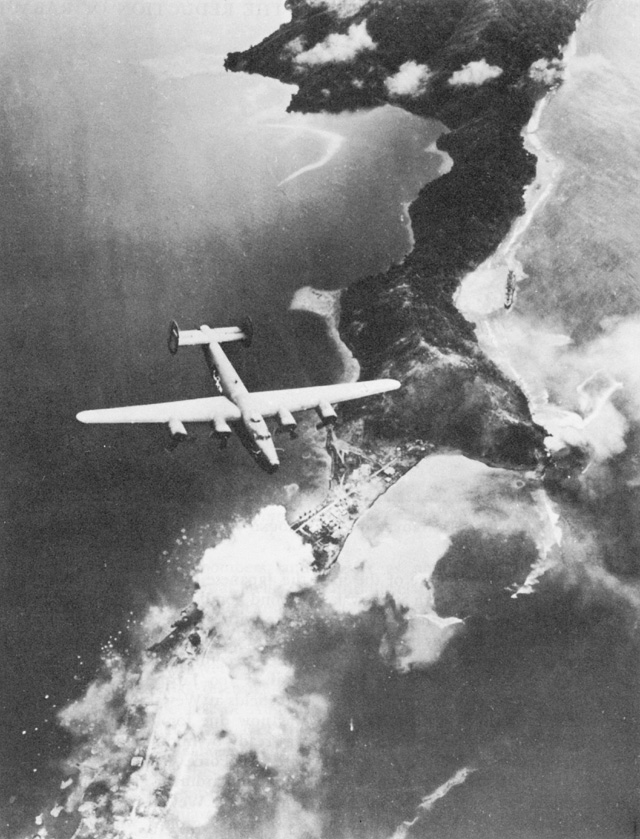
Bombowiec Consolidated B-24 Liberator nad celem

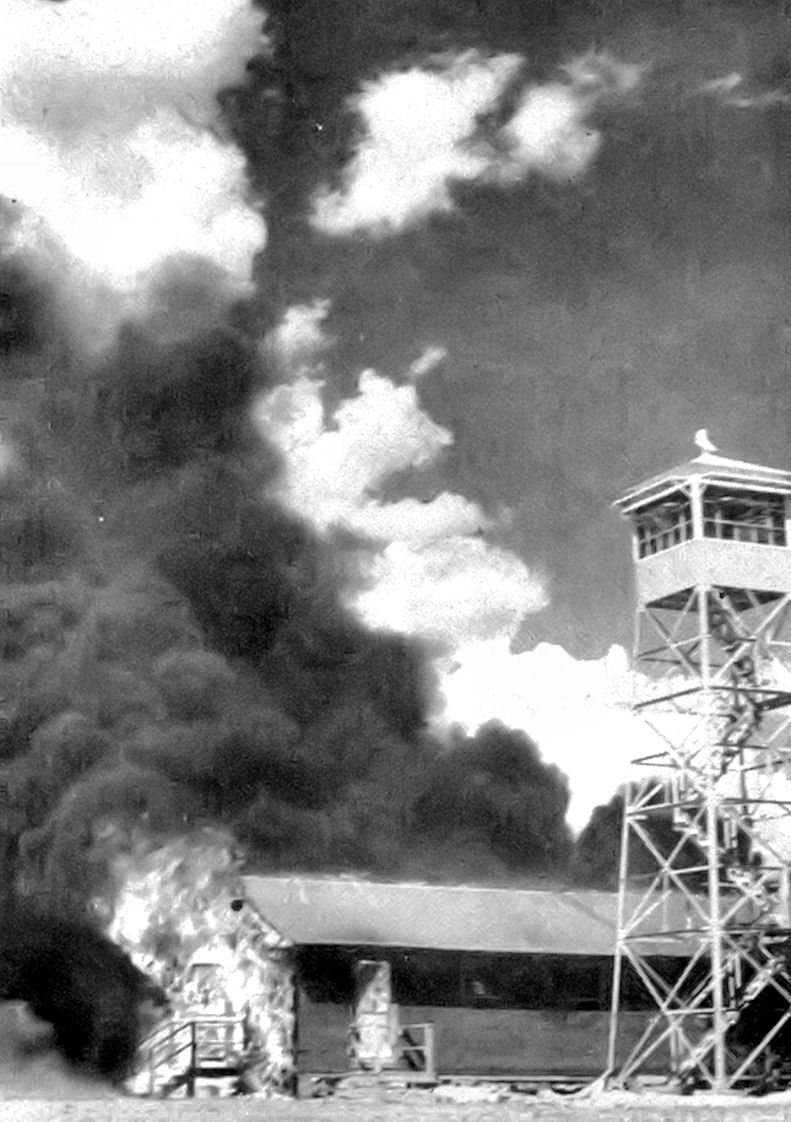
Incydent w bazie sił powietrznych w Carlsbadzie w stanie Nowy Meksyk

Bomba nietoperzowa (ang. bat bomb) – niewprowadzona do użycia amerykańska broń mająca na ogromną skalę niszczyć japońskie miasta w czasie II wojny światowej.
Miał to być zasobnik w kształcie bomby lotniczej, podzielony na pewną liczbę „przedziałów”. W każdym z nich znajdował się molosek brazylijski z doczepioną niewielką bombą zapalającą, z detonatorem czasowym. Zrzucony z samolotu na spadochronie przed świtem zasobnik otwierałby się na odpowiedniej wysokości, uwalniając nietoperze, które rozlatywałyby się we wszystkich kierunkach w poszukiwaniu schronienia na dzień i znajdowałyby je na drzewach, w krzakach lub pod dachami domów. Po odpowiednio długim czasie bomby wybuchałyby, powodując liczne pożary w trudno dostępnych miejscach japońskich miast, zbudowanych głównie z drewna i papieru.
Za wprowadzeniem planu w życie przemawiały cztery czynniki biologiczne: po pierwsze molosków brazylijskich było wiele (tylko w czterech jaskiniach w Teksasie znaleziono ich kilka milionów), po drugie nietoperz tego gatunku może unieść znacznie więcej niż własny ciężar (samice latają ze swym potomstwem, nierzadko bliźniaczym), po trzecie nietoperze hibernują, a w czasie snu nie potrzebują ani pożywienia, ani opieki, nie ruszają się więc z miejsca, po czwarte wreszcie, nietoperze latają w ciemnościach, a z nastaniem dnia szukają zacisznych kryjówek (często w domach mieszkalnych) do zapadnięcia zmroku.
Na pomysł zbudowania takiej bomby wpadł dentysta Lytle S. Adams, który w styczniu 1942 roku pojawił się w Białym Domu, uzyskując natychmiastową aprobatę Eleanor i Franklina Rooseveltów. Adams został zatrudniony w tajnym laboratorium lotniczym i otrzymał odpowiednią liczbę nietoperzy do celów badawczych.

## Szczegóły projektu
Do marca 1943 roku wybrano odpowiedni gatunek nietoperza. Projekt był tak poważnie brany pod uwagę, że Louis Fieser, wynalazca napalmu, zbudował 17-gramowe i 28-gramowe bomby zapalające, które miały być przenoszone przez nietoperze. Zasobniki o kształcie bomb zbudowano tak, że każdy dzielił się na 26 zamkniętych części z pomieszczeniami dla 40 nietoperzy w każdej z nich. Zasobniki miały być zrzucane z pułapu około 1500 metrów, gdzie następowałaby separacja poszczególnych części, które opadałyby na spadochronach aż do osiągnięcia pułapu około 300 metrów. Tam otwierałyby się „przedziały” z nietoperzami, które dalej miały radzić sobie same. Z prostego wyliczenia wynikało, że 10 bombowców Consolidated B-24 Liberator niosących z Alaski po sto zasobników z latającymi ssakami mogło wywołać 1 040 000 pożarów na wybranym obszarze.

Przeprowadzono całą serię testów, w trakcie których przypadkowo potwierdził się potencjał destrukcyjny koncepcji. Mianowicie w bazie USAAF w miejscowości Carlsbad w Nowym Meksyku wybuchł groźny pożar, gdyż przez nieuwagę wypuszczono uzbrojone nietoperze, które ukryły się pod dachami baraków mieszkalnych, hangarów i zbiorników paliwa. Po tym wypadku prace nad projektem przekazano w sierpniu 1943 roku Marynarce Wojennej, gdzie nadano im nazwę Project X-Ray, po czym w grudniu oddano Korpusowi Piechoty Morskiej. Korpus wybrał jako miejsce dalszych prac bazę lotniczą w El Centro w Kalifornii. Po dokonaniu kilku eksperymentów i korekt planów operacyjnych przeprowadzono ostateczny test, zrzucając bomby nietoperzowe na sztuczne japońskie miasto, zbudowane przez oddziały techniczne broni chemicznej na jej własnym poligonie Dugway Proving Ground w stanie Utah. Wyniki testu napawały optymizmem. Szef ekipy „podpalaczy” napisał: 

Biorąc pod uwagę naprawdę niewielkie rozmiary obiektów, można wywołać poważną liczbę niszczycielskich pożarów. Główną przewagą obiektów wydaje się to, że mogą one rozmieszczać się same wewnątrz nieprzyjacielskich budowli bez wiedzy użytkowników czy pogotowia przeciwpożarowego, tym samym pozwalając pożarom rozpalać się, nim zostaną dostrzeżone.

 Obserwator z ramienia Komitetu Badań nad Obronnością Kraju (ang. National Defense Research Committee) oświadczył, że X-Ray to skuteczna broń. Raport szefa służby chemicznej dodawał, że X-Ray były skuteczniejsze niż standardowe bomby zapalające używane w tamtych czasach gdyż zwykła bomba mogła wywołać prawdopodobnie od 167 do 400 pożarów, podczas gdy X-Ray od 3625 do 4748.
Jednym z uczestników projektu był (przedwojenny i powojenny) aktor Tim Holt. Wynikało to z rozmowy Holta z niejakim Bobem Marshallem podczas rodeo w miejscowości Ada w stanie Oklahoma w 1954 roku. Obaj mężczyźni poznali się w lecie 1943 roku w El Centro, gdzie załoga bombowca, do której należał Holt (w latach 1944–1945 bombardier bombowca Boeing B-29 Superfortress), zrzucała zasobniki z nieuzbrojonymi nietoperzami na wybrane cele. Jeśli zasobnik otworzył się prawidłowo, załoga musiała szukać ukrytych nietoperzy, jeśli natomiast zasobnik się nie otworzył, należało go podnieść (wraz z wieloma nieżywymi zwierzętami), by stwierdzić, jakie były przyczyny awarii.
Latem 1944 roku miano przeprowadzać kolejne próby, ale program został zamknięty przez admirała Ernesta J. Kinga, który dowiedział się, że X-Ray będzie gotowy do użycia nie wcześniej niż w połowie 1945 roku. Do tego czasu na projekt wydano przypuszczalnie 2 miliony dolarów. Uważa się, że prace nad bombą nietoperzową były prowadzone zbyt wolno, a wojnę z czasem wygrał Projekt Manhattan.

Lytle S. Adams uważał, że bomba nietoperzowa mogłaby być równie skuteczna jak bomba atomowa, jednak bez jej straszliwych skutków. Miał podobno mówić: 

Pomyślcie o tysiącach pożarów wybuchających jednocześnie w promieniu 60 kilometrów od każdej zrzuconej bomby. Japonia zostałaby zniszczona, ale przy bardzo małych stratach w ludziach.

Niedoszła „inwazja nietoperzy” była później wykpiwana, a Stanley P. Lovell, jeden z szefów OSS nazywał ją „farsą Zemsty nietoperza” (niem. Die Fledermaus Farce).